# Jan Lazaropulos
Jan Lazaropulos jako mnich Józef Lazaropulos (ur. 1310, zm. 1369) – metropolita Trapezuntu, teolog.
W latach 1341–1349 przebywał na wygnaniu w Konstantynopolu. Pochodził z Trapezuntu. W latach 1364–1367 był metropolitą Trapezuntu. W 1367 wstąpił do klasztoru. Tam napisał dwa utwory o życiu i cudach św. Eugeniusza z Trapezuntu.